# Antonius Hogema
Pater Antonius B. Hogema OSC (* 13. Juni 1917 in Amsterdam; † 8. März 2013 in Wuppertal) war ein niederländischer Theologe, der vorwiegend in Wuppertal wirkte. Er war Rektor eines Klosters und Prior.

## Leben
Hogema verbrachte den größten Teil seiner Priesterzeit als Mitglied der niederländischen Kreuzherren in Wuppertal. 1938 trat er in den Orden der Kreuzherren ein. Er wurde am 10. August 1944, dem Laurentiustag, zum Priester geweiht und war zunächst als Seelsorger in Rotterdam tätig.
Auf Einladung von Kardinal Joseph Frings (1887–1978) kamen die Kreuzherren 1953 nach Wuppertal. Hogema folgte 1958 dem Ruf nach Wuppertal und war in dem wieder aufgebauten Kloster St. Ursula, das der Kirche St. Suitbertus angeschlossen war, als Rektor und Prior tätig. 1970 erfolgte der Wechsel zur St. Laurentius-Kirche, wo er als Pfarrer dieser Kirche und zwölf Jahre als Stadtdechant von Elberfeld tätig war. Im August 2009 hatte Hogema sein 65-jähriges Priesterjubiläum.
Seinen Lebensabend verbrachte Hogema im Paul-Hanisch-Haus. Er verstarb im März 2013 im Alter von 95 Jahren und wurde am 16. März 2013 auf dem Gräberfeld der Kreuzherren des Klosterfriedhofs des Klosters Steinhaus in Beyenburg bestattet.